# Noćni hoko
Noćni hoko (lat. Nothocrax urumutum) je monotipična vrsta roda Nothocrax iz porodice Cracidae. Živi u Brazilu, Kolumbiji, Ekvadoru, Peruu i Venecueli. Prirodna staništa su joj suptropske i tropske vlažne nizinske šume i suptropske i tropske močvare na nadmorskoj visini do 500 metara. 
Prosječno je duga 58-66 centimetara. Ima dugu crnu ćubu na glavi. Perje na leđima, krilima i repu je crnkasto-smeđe s raznim pjegicama. Noge su crvenkasto-ružičaste boje. 